# Primera División de Bolivia 1993
La LFPB 1993 fue la 17º temporada de la Liga del Fútbol Profesional Boliviano, que consistió en 2 fases: Primera y Segunda. El Campeón de la Temporada fue The Strongest, obteniendo su 4° título en la Era Profesional de la Liga y 7° de Primera División.

## Formato
La Primera Fase consistió de 3 grupos divididos por zonas regionales: Grupo A (Cochabamba, Oruro, Tarija), Grupo B (La Paz, Chuquisaca y Potosí) y el Grupo C (Santa Cruz), donde los 3 mejores posicionados de los Grupos A, B, más los 4 del grupo C clasificaron a la Segunda Fase, mientras que los ubicados en las últimas 2 posiciones disputaron una liguilla para definir los descensos y donde el ganador pudo mantener la categoría en la siguiente temporada.
La Segunda Fase fue bajo el formato de grupos, donde participaron los 3 equipos mejores ubicados de los grupos A, B y los 4 mejores del grupo C, procedentes de la Primera Fase. Se dividió en 2 grupos, evitando en lo posible el cruce de 3 equipos de la misma zona o ciudad. Posteriormente los 3 mejores ubicados de ambos grupos clasificaron al Hexagonal Final y donde el equipo con mayor puntaje fue proclamado Campeón de la Temporada.

## Equipos y Estadios
| Equipo                  | Fundación                | Ciudad     | Estadio                     |
| ----------------------- | ------------------------ | ---------- | --------------------------- |
| Blooming                | 1 de mayo de 1946        | Santa Cruz | Ramón Tahuichi Aguilera     |
| Bolívar                 | 12 de abril de 1925      | La Paz     | Simón Bolívar               |
| Chaco Petrolero         | 15 de abril de 1944      | La Paz     | Hernando Siles              |
| Ciclón                  | 21 de septiembre de 1951 | Tarija     | IV Centenario               |
| Destroyers              | 14 de septiembre de 1948 | Santa Cruz | Ramón Tahuichi Aguilera     |
| Guabirá                 | 13 de abril de 1962      | Montero    | Gilberto Parada             |
| Independiente Petrolero | 4 de abril de 1932       | Sucre      | Olímpico Patria             |
| Metalsan                | Sin Datos                | Cochabamba | Félix Capriles              |
| Oriente Petrolero       | 5 de noviembre de 1955   | Santa Cruz | Ramón Tahuichi Aguilera     |
| Petrolero               | 16 de abril de 1950      | Cochabamba | Complejo Petrolero          |
| San José                | 19 de marzo de 1942      | Oruro      | Jesús Bermúdez              |
| The Strongest           | 8 de abril de 1908       | La Paz     | Hernando Siles              |
| Universitario de Potosí | Sin datos                | Potosí     | San Clemente                |
| Universitario del Beni  | Sin datos                | Trinidad   | José Lorgio Zambrano Ibáñez |
| Wilstermann             | 24 de noviembre de 1949  | Cochabamba | Félix Capriles              |

| Posición | Equipos ascendidos de la Copa Simón Bolívar 1992 |
| -------- | ------------------------------------------------ |
| 1º       | Universitario del Beni                           |
| 2º       | Metalsan                                         |
| 3º       | Guabirá                                          |

| Posición | Equipos descendidos en el Torneo 1992 |
| -------- | ------------------------------------- |
| 16º      | Real Beni                             |
| 15º      | Real Santa Cruz                       |
| 14º      | Litoral de La Paz                     |
| 13º      | Orcobol                               |

## Primera Fase

### Fase de grupos

#### Grupo A
Regional Cochabamba, Oruro y Tarija.
| Pos | Equipo                  | Pts | PJ | G | E | P | GF | GC | Dif |
| --- | ----------------------- | --- | -- | - | - | - | -- | -- | --- |
| 1º  | Wilstermann             | 13  | 8  | 6 | 1 | 1 | 19 | 7  | 12  |
| 2º  | Ciclón                  | 11  | 8  | 4 | 3 | 1 | 11 | 6  | 5   |
| 3º  | San José                | 10  | 8  | 5 | 0 | 3 | 15 | 9  | 6   |
| 4º  | Metalsan                | 5   | 8  | 2 | 1 | 5 | 7  | 11 | -4  |
| 5º  | Petrolero de Cochabamba | 1   | 8  | 0 | 1 | 7 | 1  | 20 | -19 |

Pts = Puntos; PJ = Partidos Jugados; G = Partidos Ganados; E = Partidos Empatados; P = Partidos Perdidos; GF = Goles Anotados; GC = Goles Recibidos; Dif = Diferencia de gol
|  | Clasificados al Torneo Clausura.        |
|  | Derivado a la Liguilla de Descenso.     |
|  | Descenso directo por retiro voluntario. |

Nota: Petrolero de Cochabamba decidió retirarse de la Liga al terminar la Primera Fase, debido a que atravesaba problemas económicos.

#### Grupo B
Regional La Paz, Chuquisaca y Potosí.
| Pos | Equipo                  | Pts | PJ | G | E | P | GF | GC | Dif |
| --- | ----------------------- | --- | -- | - | - | - | -- | -- | --- |
| 1º  | The Strongest           | 11  | 8  | 5 | 1 | 2 | 17 | 9  | 8   |
| 2º  | Bolívar                 | 10  | 8  | 4 | 2 | 2 | 14 | 8  | 6   |
| 3º  | Independiente Petrolero | 8   | 8  | 3 | 2 | 3 | 14 | 16 | -2  |
| 4º  | Universitario de Potosí | 8   | 8  | 3 | 2 | 3 | 6  | 10 | -4  |
| 5º  | Chaco Petrolero         | 3   | 8  | 1 | 1 | 6 | 8  | 16 | -8  |

Pts = Puntos; PJ = Partidos Jugados; G = Partidos Ganados; E = Partidos Empatados; P = Partidos Perdidos; GF = Goles Anotados; GC = Goles Recibidos; Dif = Diferencia de gol
|  | Clasificados al Torneo Clausura.     |
|  | Derivados a la Liguilla de Descenso. |

#### Grupo C
Regional Santa Cruz y Beni.
| Pos | Equipo                 | Pts | PJ | G | E | P | GF | GC | Dif |
| --- | ---------------------- | --- | -- | - | - | - | -- | -- | --- |
| 1º  | Oriente Petrolero      | 10  | 8  | 4 | 2 | 2 | 17 | 8  | 9   |
| 2º  | Guabirá                | 9   | 8  | 4 | 1 | 3 | 7  | 5  | 2   |
| 3º  | Blooming               | 8   | 8  | 3 | 2 | 3 | 12 | 12 | 0   |
| 4º  | Destroyers             | 8   | 8  | 3 | 2 | 3 | 11 | 12 | -1  |
| 5º  | Universitario del Beni | 5   | 8  | 2 | 1 | 5 | 10 | 20 | -10 |

Pts = Puntos; PJ = Partidos Jugados; G = Partidos Ganados; E = Partidos Empatados; P = Partidos Perdidos; GF = Goles Anotados; GC = Goles Recibidos; Dif = Diferencia de gol
|  | Clasificados al Torneo Clausura.     |
|  | Derivados a la Liguilla de Descenso. |

## Segunda Fase
En esta fase participaron los 3 equipos mejores ubicados de los grupos A, B y los 4 mejores del grupo C, procedentes de la Primera Fase. Se dividió en 2 grupos, evitando el cruce de más de 2 equipos de la misma zona o ciudad.

### Fase de grupos

#### Grupo A
| Pos | Equipo            | Pts | PJ | G | E | P | GF | GC | Dif |
| --- | ----------------- | --- | -- | - | - | - | -- | -- | --- |
| 1º  | Bolívar           | 11  | 8  | 5 | 1 | 2 | 10 | 5  | 5   |
| 2º  | Oriente Petrolero | 11  | 8  | 5 | 1 | 2 | 18 | 11 | 7   |
| 3º  | San José          | 10  | 8  | 4 | 2 | 2 | 13 | 8  | 5   |
| 4º  | Wilstermann       | 7   | 8  | 3 | 1 | 4 | 12 | 13 | -1  |
| 5º  | Destroyers        | 1   | 8  | 0 | 1 | 7 | 3  | 19 | -16 |

Pts = Puntos; PJ = Partidos Jugados; G = Partidos Ganados; E = Partidos Empatados; P = Partidos Perdidos; GF = Goles Anotados; GC = Goles Recibidos; Dif = Diferencia de gol
|  | Clasificados al Hexagonal Final. |

#### Grupo B
| Pos | Equipo                  | Pts | PJ | G | E | P | GF | GC | Dif |
| --- | ----------------------- | --- | -- | - | - | - | -- | -- | --- |
| 1º  | Blooming                | 13  | 8  | 6 | 1 | 1 | 18 | 13 | 5   |
| 2º  | The Strongest           | 11  | 8  | 4 | 3 | 1 | 21 | 9  | 12  |
| 3º  | Independiente Petrolero | 7   | 8  | 2 | 3 | 3 | 20 | 18 | 2   |
| 4º  | Ciclón                  | 5   | 8  | 1 | 3 | 4 | 7  | 19 | -12 |
| 5º  | Guabirá                 | 4   | 8  | 1 | 2 | 5 | 13 | 20 | -7  |

Pts = Puntos; PJ = Partidos Jugados; G = Partidos Ganados; E = Partidos Empatados; P = Partidos Perdidos; GF = Goles Anotados; GC = Goles Recibidos; Dif = Diferencia de gol
|  | Clasificados al Hexagonal Final. |

## Hexagonal Final
| Pos | Equipo                  | Pts | PJ | G | E | P | GF | GC | Dif |
| --- | ----------------------- | --- | -- | - | - | - | -- | -- | --- |
| 1º  | The Strongest           | 14  | 10 | 5 | 4 | 1 | 19 | 10 | 9   |
| 2º  | Bolívar                 | 13  | 10 | 5 | 3 | 2 | 12 | 6  | 6   |
| 3º  | Blooming                | 12  | 10 | 5 | 2 | 3 | 19 | 14 | 5   |
| 4º  | Oriente Petrolero       | 8   | 10 | 2 | 4 | 4 | 12 | 20 | -8  |
| 5º  | San José                | 7   | 10 | 2 | 3 | 5 | 13 | 13 | 0   |
| 6º  | Independiente Petrolero | 6   | 10 | 2 | 2 | 6 | 11 | 23 | -12 |

Pts = Puntos; PJ = Partidos Jugados; G = Partidos Ganados; E = Partidos Empatados; P = Partidos Perdidos; GF = Goles Anotados; GC = Goles Recibidos; Dif = Diferencia de gol
|  | Ganador del Hexagonal Final y Campeón de la Temporada |

### Resultados
| Bolívar           | 2 - 1 | San José                | Hernando Siles          |
| The Strongest     | 3 - 0 | Independiente Petrolero | Hernando Siles          |
| Oriente Petrolero | 3 - 3 | Blooming                | Ramón Tahuichi Aguilera |

| Blooming | 1 - 0 | The Strongest           | Ramón Tahuichi Aguilera |
| Bolívar  | 4 - 0 | Independiente Petrolero | Hernando Siles          |
| San José | 0 - 0 | Oriente Petrolero       | Jesús Bermúdez          |

| Independiente Petrolero | 2 - 2 | Blooming | Olímpico Patria         |
| Oriente Petrolero       | 1 - 1 | Bolívar  | Ramón Tahuichi Aguilera |
| The Strongest           | 3 - 2 | San José | Hernando Siles          |

| Blooming      | 2 - 0 | Bolívar                 | Ramón Tahuichi Aguilera |
| San José      | 1 - 1 | Independiente Petrolero | Jesús Bermúdez          |
| The Strongest | 3 - 2 | Oriente Petrolero       | Hernando Siles          |

| Bolívar           | 0 - 0 | The Strongest           | Hernando Siles          |
| Oriente Petrolero | 2 - 1 | Independiente Petrolero | Ramón Tahuichi Aguilera |
| San José          | 3 - 2 | Blooming                | Jesús Bermúdez          |

| Blooming      | 3 - 0 | Independiente Petrolero | Ramón Tahuichi Aguilera |
| The Strongest | 3 - 2 | Oriente Petrolero       | Hernando Siles          |
| San José      | 0 - 1 | Bolívar                 | Jesús Bermúdez          |

| Independiente Petrolero | 1 - 0 | Bolívar  | Olímpico Patria         |
| Oriente Petrolero       | 1 - 0 | San José | Ramón Tahuichi Aguilera |
| The Strongest           | 4 - 0 | Blooming | Hernando Siles          |

| Bolívar  | 1 - 0 | Oriente Petrolero       | Hernando Siles          |
| San José | 1 - 1 | The Strongest           | Jesús Bermúdez          |
| Blooming | 3 - 0 | Independiente Petrolero | Ramón Tahuichi Aguilera |

| Blooming                | 1 - 0 | San José          | Ramón Tahuichi Aguilera |
| Independiente Petrolero | 4 - 1 | Oriente Petrolero | Olímpico Patria         |
| The Strongest           | 1 - 1 | Bolívar           | Hernando Siles          |

| Bolívar                 | 2 - 0 | Blooming      | Hernando Siles          |
| Independiente Petrolero | 1 - 5 | San José      | Olímpico Patria         |
| Oriente Petrolero       | 2 - 2 | The Strongest | Ramón Tahuichi Aguilera |

## Campeón
|                                                               |
| The Strongest 4° Título Liguero 7º Título de Primera División |

## Liguilla de Descenso
Los 4 equipos ubicados en las últimas posiciones de la Primera Fase fueron derivados a esta liguilla, disputando los partidos en ida y vuelta, donde el ganador mantuvo la categoría la temporada siguiente, en tanto los 3 restantes fueron relegados a la Segunda División. Cabe recordar que el equipo de Petrolero de Cochabamba decidió retirarse voluntariamente debido a que atravesaba problemas económicos.
| Pos | Equipo                  | Pts | PJ | G | E | P | GF | GC | Dif |
| --- | ----------------------- | --- | -- | - | - | - | -- | -- | --- |
| 1º  | Metalsan                | 7   | 6  | 3 | 1 | 2 | 14 | 17 | -3  |
| 2º  | Universitario del Beni  | 6   | 6  | 3 | 0 | 3 | 18 | 13 | 5   |
| 3º  | Chaco Petrolero         | 6   | 6  | 3 | 0 | 3 | 12 | 12 | 0   |
| 4º  | Universitario de Potosí | 5   | 6  | 2 | 1 | 3 | 12 | 14 | -2  |

Pts = Puntos; PJ = Partidos Jugados; G = Partidos Ganados; E = Partidos Empatados; P = Partidos Perdidos; GF = Goles Anotados; GC = Goles Recibidos; Dif = Diferencia de gol
|  | Descendidos a Segunda División. |